# Erich Wanker
Erich Engelbert Wanker (* 13. Februar 1965 in Klagenfurt) ist ein österreichischer Biotechnologe.
Wanker studierte von 1983 bis 1992 Biotechnologie und promovierte an der Technischen Universität Graz. Er forschte von 1993 bis 1995 an der University of California, von 1995 bis 2001 am Max-Planck-Institut für molekulare Genetik  in Berlin, und seit 2001 am Max-Delbrück-Centrum für Molekulare Medizin, Berlin. Wanker ist Professor für Molekularmedizin an der Charité.
2006 gewann Wanker eine Förderung im GO-Bio-Wettbewerb des BMBF. 2008 erhielt er den Erwin-Schrödinger-Preis. Wanker hatte gemeinsam mit einem interdisziplinären Forscherteam aus Molekularbiologen, Biotechnologen, Informatikern sowie Ingenieurwissenschaftlern erstmals den Aufbau des Schaltplans des menschlichen Protein-Netzwerks erstellt und die für das Verständnis von Krankheitsmechanismen bestehenden Wechselwirkungen zwischen Proteinen aufgezeigt. Wanker hatte die Forschungsergebnisse des Teams 2005 in der Fachzeitschrift Cell publiziert.
Weitere Forschungen Wankers waren insbesondere Studien auf dem Gebiet der neurodegenerativen Erkrankung Chorea Huntington. Wanker hatte festgestellt, dass neben der Alzheimer-Krankheit auch bei Chorea Huntington fehlerhafte Ablagerungen der Proteine zu Verklumpungen und somit zu Funktionsstörungen wichtiger Nervenzellen führen können.